# Copa de la Liga Profesional 2022 (reserva)
La Copa de la Reserva de la Liga Profesional 2022, o simplemente Copa 2022 de la Reserva de la LPF, fue la segunda edición de esta competición organizada por la Liga Profesional de Fútbol, órgano interno de la Asociación del Fútbol Argentino. Comenzó el 10 de febrero y finalizó el 29 de mayo.
La disputaron los veintiocho equipos habilitados para el Torneo de Reservas de Primera División 2022. El campeón fue el Club Atlético Lanús, que logró su primer título en la copa y obtuvo la clasificación al Trofeo de Campeones 2022.

## Equipos participantes
| Equipo                            | Ciudad                   | Estadio                                                        | Capacidad     |
| --------------------------------- | ------------------------ | -------------------------------------------------------------- | ------------- |
| Aldosivi                          | Mar del Plata            | José María Minella                                             | 35 180        |
| Argentinos Juniors                | Buenos Aires             | Diego Armando Maradona                                         | 26 000        |
| Arsenal                           | Sarandí                  | Julio Humberto Grondona                                        | 16 300        |
| Banfield                          | Banfield                 | Florencio Sola                                                 | 34 900        |
| Barracas Central                  | Buenos Aires             | Tomás Adolfo Ducó Ciudad de Lanús-Néstor Díaz Pérez            | 48 314 47 027 |
| Boca Juniors                      | Buenos Aires             | Alberto J. Armando José Amalfitani                             | 54 000 49 540 |
| Central Córdoba                   | Santiago del Estero      | Alfredo Terrera Único Madre de Ciudades                        | 21 500 30 000 |
| Colón                             | Santa Fe                 | Brigadier General Estanislao López Presbítero Bartolomé Grella | 40 000 22 000 |
| Defensa y Justicia                | Gobernador Costa         | Norberto Tomaghello                                            | 20 000        |
| Estudiantes de La Plata           | La Plata                 | Jorge Luis Hirschi                                             | 32 530        |
| Gimnasia y Esgrima La Plata       | La Plata                 | Juan Carmelo Zerillo                                           | 21 500        |
| Godoy Cruz                        | Godoy Cruz Antonio Tomba | Malvinas Argentinas                                            | 42 500        |
| Huracán                           | Buenos Aires             | Tomás Adolfo Ducó                                              | 48 314        |
| Independiente                     | Avellaneda               | Libertadores de América-Ricardo Enrique Bochini                | 49 592        |
| Lanús                             | Lanús Este               | Ciudad de Lanús-Néstor Díaz Pérez                              | 47 027        |
| Newell's Old Boys                 | Rosario                  | Marcelo Bielsa                                                 | 42 000        |
| Patronato de la Juventud Católica | Paraná                   | Presbítero Bartolomé Grella                                    | 22 000        |
| Platense                          | Florida                  | Ciudad de Vicente López                                        | 34 530        |
| Racing                            | Avellaneda               | Presidente Perón                                               | 51 000        |
| River Plate                       | Buenos Aires             | Antonio Vespucio Liberti                                       | 72 054        |
| Rosario Central                   | Rosario                  | Gigante de Arroyito                                            | 41 465        |
| San Lorenzo de Almagro            | Buenos Aires             | Pedro Bidegain                                                 | 47 964        |
| Sarmiento                         | Junín                    | Eva Perón                                                      | 23 000        |
| Talleres                          | Córdoba                  | Mario Alberto Kempes                                           | 57 000        |
| Tigre                             | Victoria                 | José Dellagiovanna                                             | 26 282        |
| Tucumán                           | San Miguel de Tucumán    | Monumental José Fierro                                         | 35 200        |
| Unión                             | Santa Fe                 | 15 de abril                                                    | 26 000        |
| Vélez Sarsfield                   | Buenos Aires             | José Amalfitani                                                | 49 540        |

### Distribución geográfica de los equipos
| Jurisdicción                             | Cant. | Equipos |
| ---------------------------------------- | ----- | --- |
| Conurbano bonaerense                     | 8     | Arsenal, Banfield, Defensa y Justicia, Independiente, Lanús, Platense, Racing y Tigre                              |
| Ciudad de Buenos Aires                   | 7     | Argentinos Juniors, Barracas Central, Boca Juniors, Huracán, River Plate, San Lorenzo de Almagro y Vélez Sarsfield |
| Provincia de Santa Fe                    | 4     | Colón, Newell's Old Boys, Rosario Central y Unión                                                                  |
| Ciudad de La Plata                       | 2     | Estudiantes de La Plata y Gimnasia y Esgrima La Plata                                                              |
| Interior de la provincia de Buenos Aires | 2     | Aldosivi y Sarmiento                                                                                               |
| Provincia de Córdoba                     | 1     | Talleres |
| Provincia de Entre Ríos                  | 1     | Patronato de la Juventud Católica                                                                                  |
| Provincia de Mendoza                     | 1     | Godoy Cruz Antonio Tomba                                                                                           |
| Provincia de Santiago del Estero         | 1     | Central Córdoba |
| Provincia de Tucumán                     | 1     | Tucumán |

## Sistema de disputa

### Primera fase
Llamada Fase de zonas. Los equipos se dividieron en dos grupos de catorce integrantes cada uno, donde juegan una ronda por el sistema de todos contra todos, más una fecha especial de clásicos/interzonales. Los cuatro primeros de cada una clasificaron a la Fase final para determinar al campeón.

### Fase final
Se desarrolló en tres rondas de eliminación directa, a partido único. En los cuartos de final, se jugó en el estadio del equipo mejor clasificado, mientras que las semifinales y la final se disputaron en cancha neutral. En las dos primeras instancias, de haber habido empate se definió con tiros desde el punto penal, mientras que en la final se hubiera jugado un tiempo suplementario previo.

## Zona 1

### Tabla de posiciones
| Pos. | Equipo                            | Pts. | J  | G  | E | P | GF | GC | GC  |
| ---- | --------------------------------- | ---- | -- | -- | - | - | -- | -- | --- |
| 1.o  | Defensa y Justicia                | 31   | 14 | 10 | 1 | 3 | 21 | 10 | 11  |
| 2.o  | River Plate                       | 26   | 14 | 7  | 5 | 2 | 25 | 15 | 10  |
| 3.o  | Banfield                          | 24   | 14 | 7  | 3 | 4 | 21 | 17 | 4   |
| 4.o  | Gimnasia y Esgrima La Plata       | 22   | 14 | 7  | 1 | 6 | 25 | 23 | 2   |
| 5.o  | San Lorenzo de Almagro            | 21   | 14 | 6  | 3 | 5 | 22 | 21 | 1   |
| 6.o  | Argentinos Juniors                | 20   | 14 | 5  | 5 | 4 | 22 | 10 | 12  |
| 7.o  | Talleres (C)                      | 20   | 14 | 5  | 5 | 4 | 27 | 18 | 9   |
| 8.o  | Tucumán                           | 20   | 14 | 6  | 2 | 6 | 25 | 29 | -4  |
| 9.o  | Newell's All Boys                 | 19   | 14 | 5  | 4 | 5 | 19 | 19 | 0   |
| 10.o | Platense                          | 18   | 14 | 4  | 6 | 4 | 18 | 19 | -1  |
| 11.o | Unión                             | 16   | 14 | 4  | 4 | 6 | 10 | 25 | -15 |
| 12.o | Sarmiento                         | 15   | 14 | 4  | 3 | 7 | 13 | 15 | -2  |
| 13.o | Racing                            | 11   | 14 | 3  | 2 | 9 | 18 | 27 | -9  |
| 14.o | Patronato de la Juventud Católica | 9    | 14 | 2  | 3 | 9 | 11 | 23 | -12 |

## Fase final

### Cuadro de desarrollo
|  | Cuartos de final | Cuartos de final            | Cuartos de final        |                         |                         | Semifinales             | Semifinales | Semifinales |  |       | Final | Final | Final |  |
|  |                  |                             |                         |                         |                         |                         |             |             |  |       |       |       |       |  |
|  |                  |                             |                         |                         |                         |                         |             |             |  |       |       |       |       |  |
|  | 1o               | Defensa y Justicia          | 0                       |                         |                         |                         |             |             |  |       |       |       |       |  |
|  | 1o               | Defensa y Justicia          | 0                       |                         |                         |                         |             |             |  |       |       |       |       |  |
|  | 4o               | Central Córdoba (SdE)       | 1                       |                         |                         |                         |             |             |  |       |       |       |       |  |
|  | 4o               | Central Córdoba (SdE)       | 1                       |                         | Central Córdoba (SdE)   | Central Córdoba (SdE)   | 1           |             |  |       |       |       |       |  |
|  |                  |                             |                         |                         | Central Córdoba (SdE)   | Central Córdoba (SdE)   | 1           |             |  |       |       |       |       |  |
|  |                  |                             | Lanús                   | Lanús                   | 2                       |                         |             |             |  |       |       |       |       |  |
|  | 2o               | Lanús                       | Lanús                   | Lanús                   | 2                       | 1 (3)                   |             |             |  |       |       |       |       |  |
|  | 2o               | Lanús                       |                         |                         |                         |                         |             |             |  |       |       |       |       |  |
|  | 3o               | Banfield                    | 1 (1)                   |                         |                         |                         |             |             |  |       |       |       |       |  |
|  | 3o               | Banfield                    | 1 (1)                   |                         |                         |                         |             |             |  | Lanús | Lanús | 1     |       |  |
|  |                  |                             |                         |                         |                         |                         |             |             |  | Lanús | Lanús | 1     |       |  |
|  |                  |                             | Estudiantes de La Plata | Estudiantes de La Plata | 0                       |                         |             |             |  |       |       |       |       |  |
|  | 1o               | Estudiantes de La Plata     | Estudiantes de La Plata | Estudiantes de La Plata | 0                       | 0 (4)                   |             |             |  |       |       |       |       |  |
|  | 1o               | Estudiantes de La Plata     |                         |                         |                         |                         |             |             |  |       |       |       |       |  |
|  | 4o               | Gimnasia y Esgrima La Plata | 0 (2)                   |                         |                         |                         |             |             |  |       |       |       |       |  |
|  | 4o               | Gimnasia y Esgrima La Plata | 0 (2)                   |                         | Estudiantes de La Plata | Estudiantes de La Plata | 3           |             |  |       |       |       |       |  |
|  |                  |                             |                         |                         | Estudiantes de La Plata | Estudiantes de La Plata | 3           |             |  |       |       |       |       |  |
|  |                  |                             | River Plate             | River Plate             | 1                       |                         |             |             |  |       |       |       |       |  |
|  | 2o               | River Plate                 | River Plate             | River Plate             | 1                       | 0 (4)                   |             |             |  |       |       |       |       |  |
|  | 2o               | River Plate                 |                         |                         |                         |                         |             |             |  |       |       |       |       |  |
|  | 3o               | Huracán                     | 0 (2)                   |                         |                         |                         |             |             |  |       |       |       |       |  |
|  | 3o               | Huracán                     | 0 (2)                   |                         |                         |                         |             |             |  |       |       |       |       |  |
|  |                  |                             |                         |                         |                         |                         |             |             |  |       |       |       |       |  |

|                           |
|                           |
| Campeón Lanús 1.er título |